# Пеко Павлович
Петър (Пеко) Павлович Николич, известен като Божкович (на сръбски: Петар (Пеко) Павловић Николић Бошковић), e сръбски революционер, участник в Кресненско-Разложкото въстание.

## Биография
Бащата на Петър Николич Павле е водач на чевския батальон. Участва в Херцеговинско-босненското въстание (1875-1878), като организатор на херцеговските и черногорските чети. Пристига с 1000 доброволци от Черна гора и организъри въстаническа армия от 11 000 босненци в 12 батальона. Европейската преса подчертава „войводското умение на командването“, заради което турците понасят тежки загуби. Пеко Павлович се отличава в битката при Вучи дол, в която турците са разбити, а също така и в битката при Муратовичи.
Влиза в конфликт с Петър Вукотич, тъста на княз Никола I, както и със самия княз и е принуден да замине за България. Тук участва в Кресненско-Разложкото въстание. Сближава се с Адам Калмиков и става заедно с австриеца Валтер Шулц член на Военния съвет на въстанието. Патриарх Кирил Български го нарича „авантюрист, пияница и самохвалко“. Участва в убийството на Стоян Карастоилов и четниците му Георги Чолаков и Иван Трендафилов. В средата на октомври 1878 година е отстранен заедно с Адам Калмиков и Луис Войткевич от ръководството на въстанието.
В началото на 1880 година в Русе заедно в Васил Диамандиев, Иван Георгов и Никола Живков участва в основаването на Българомакедонската лига, чиято цел е да продължи въстанието и да изпрати нови чети в Македония през пролетта.
Влиза в средите на емигрантите радикали около Никола Пашич, с които неуспешно готвят нахлуване в Сърбия за сваляне на крал Милан. След България отива в Русия, където синовете му учат, и където остава пет години. Връща се в Черна гора, престава да се занимава с политика и умира на 4 май 1903 година. Погребан е пред църквата на Старото цетинско гробище. На гроба му има надпис:
| „ | Неустрашивом јунаку, прослављеном војсковођи у борбама против Турака и борцу за народно ослобођење – захвални црногорски народ. На безстрашния юнак, прославен военачалник в борбите против турците и борец за народно освобождение - благодарният черногорски народ | “ |

Петрович е носител на черногорски, сръбски, руски и италиански отличия.